# Gumryš
Gumryš nebo Gumuriši (abchazsky Ӷәымрышь, gruzínsky a megrelsky ქვემო ღუმურიში – Kvemo Gumuriši) je vesnice v Abcházii v okrese Tkvarčeli. Leží přibližně 44 km jihovýchodně od okresního města Tkvarčeli. Obec sousedí na západě s Rečchu a Galchučem, na severozápadě s Uakumem, které odděluje od sebe řeka Okum, dále s o obcemi okresu Gali: na jihovýchodě s Papynyrchvou, na jihu s Dichazurgou a s Machundžrou. Na severovýchod od obce se nachází těžko prostupný terén hřbetu Rečšcha. Hranici s galským okresem tvoří Vodní nádrž Gali na řece Chob.
Oficiálním názvem obce je Vesnický okrsek Gumryš (rusky Гумрышская сельская администрация, abchazsky Ҕәымрышь ақыҭа ахадара). Za časů Sovětského svazu se okrsek jmenoval Gumurišský selsovět (Гумуришский сельсовет).

## Části obce
Součástí Gumryše jsou následující části:
- Gumryš / Gumuriši (Ӷәымрышь / Гәымуриши)
- Dolní Gumryš (Аладахьтәи Ӷәымрышь) – gruz. Kvemo Gumuriši (ქვემო ღუმურიში)
- Horní Gumryš (Аҩадахьтәи Ӷәымрышь) – gruz. Zemo Gumuriši (ზემო ღუმურიში)

## Historie
Na počátku 20. století se více než polovina obyvatel Gumryše považovala za Abchazy, ačkoliv se v obci již dávno mluvilo pouze megrelsky. Po vzniku Sovětského svazu byl Gumryš začleněn do okresu Gali a byla zde postavena gruzínská základní a střední škola. Do poloviny 20. století bylo zdejší obyvatelstvo již úplně gruzifikované.
Během války v Abcházii v letech 1992-1993 byla obec ovládána gruzínskými vládními jednotkami. Na konci této války naprostá většina obyvatel Gumryše uprchla z Abcházie, ale značná část uprchlíků se již v roce 1994 vrátila. Přesto Gumryš v porovnání se stavem před válkou značně upadl.
V roce 1994 byl Gumryš, jenž se dříve oficiálně nazýval Gumriši, přejmenován současný název a převeden po správní reformě do nově vzniklého okresu Tkvarčeli. Dle Moskevských dohod z roku 1994 o klidu zbraní а o rozdělení bojujících stran byl Gumryš začleněn do nárazníkové zóny, kde se o bezpečnost staraly mírové vojenské jednotky SNS v rámci mise UNOMIG. Mírové sbory Abcházii opustily poté, kdy byla Ruskem uznána nezávislost Abcházie.

## Obyvatelstvo
Dle nejnovějšího sčítání lidu z roku 2011 je počet obyvatel této obce 704 a jejich složení následovné:
- 694 Gruzínů (98,6 %)
- 3 Abchazové (0,4 %)
- 2 Megrelci (0,3 %)
- 5 příslušníků ostatních národností (0,7 %)

Před válkou v Abcházii žilo v celém Gumurišském selsovětu 1031 obyvatel.